# Carlos Higuera
Carlos Alberto Higuera de los Ríos (Ahome, Sinaloa; 18 de noviembre de 2000) es un futbolista mexicano. Su posición es Portero y su actual club es el FC Juárez de la Liga MX.

## Trayectoria

### Inicios y Club Tijuana
Formó parte del equipo Sub-13 del Cruz Azul en la temporada 2012-13 en esa categoría. En el 2015 llegó al Club Tijuana para jugar en la categoría Sub-15, después de buenas actuaciones en dicho equipo, Higuera fue subiendo de categoría y paso por la Sub-17, Sub-20 y el equipo de Segunda División.
Su debut oficial con el Club Tijuana se dio el 6 de febrero de 2019 en un partido correspondiente a la jornada 5 de la Copa MX, en donde su club logró ganar el partido ante el Atlante en condición de visitante por marcador de 0-1.
Su debut en la Primera División fue el 14 de abril del 2019 en la jornada 14 del Clausura 2019, en donde su equipo perdió ante el Club Universidad Nacional por marcador de 1-0.

### Dorados de Sinaloa
Para la temporada 2021-22 se convierte en nuevo jugador de los Dorados de Sinaloa.

### FC Juárez
El 29 de junio de 2023 se hace oficial su llegada a FC Juárez.

## Selección nacional

### Categorías inferiores
Fue convocado para el Campeonato Sub-20 de la Concacaf de 2018 por Diego Ramírez. En el cual pudo disputar cinco encuentros en la competencia, teniendo como resultado el subcampeonato tras perder en la final con Estados Unidos.
El 23 de abril de 2019; Higuera fue incluido en la lista definitiva de los 21 jugadores qué disputaron la Copa Mundial de Fútbol Sub-20 de 2019, con sede en Polonia.

### Participaciones en fases finales
| Torneo                            | Categoría | Sede           | Resultado    | Partidos | Goles |
| --------------------------------- | --------- | -------------- | ------------ | -------- | ----- |
| Campeonato de la Concacaf de 2018 | Sub-20    | Estados Unidos | Subcampeón   | 5        | 0     |
| Copa Mundial 2019                 | Sub-20    | Polonia        | Primera Fase | 3        | 0     |

## Estadísticas

### Clubes
Actualizado al último partido jugado el 24 de febrero de 2022.
| C. Tijuana · México               | 1.ª                 | 2019                | 1 | -1 | 3  | -2 | - | - | 4  | -3  | 0.75 |
| C. Tijuana · México               | 1.ª                 | 2019-20             | 1 | -2 | 8  | -6 | - | - | 9  | -8  | 0.89 |
| C. Tijuana · México               | 1.ª                 | 2022                | 0 | 0  | -  | -  | - | - | 0  | 0   | 0.00 |
| C. Tijuana · México               | Total               | Total               | 2 | -3 | 11 | -8 | 0 | 0 | 13 | -11 | 0.85 |
| Dorados · México                  | 2.ª                 | 2021-22             | 3 | -3 | -  | -  | - | - | 3  | -3  | 1.00 |
| Dorados · México                  | Total               | Total               | 3 | -3 | 0  | 0  | 0 | 0 | 3  | -3  | 1.00 |
| Querétaro F. C. · México          | 1.ª                 | 2023                | 0 | 0  | -  | -  | - | - | 0  | 0   | 0.00 |
| Querétaro F. C. · México          | Total               | Total               | 0 | 0  | 0  | 0  | 0 | 0 | 0  | 0   | 0.00 |
| F. C. Juárez · México             | 1.ª                 | 2023-24             | 0 | 0  | -  | -  | - | - | 0  | 0   | 0.00 |
| F. C. Juárez · México             | Total               | Total               | 0 | 0  | 0  | 0  | 0 | 0 | 0  | 0   | 0.00 |
| Total en su carrera               | Total en su carrera | Total en su carrera | 5 | -6 | 11 | -8 | 0 | 0 | 16 | -14 | 0.88 |
| (1) Incluye datos de Copa México. |                     |                     |   |    |    |    |   |   |    |     |      |